# Swinging

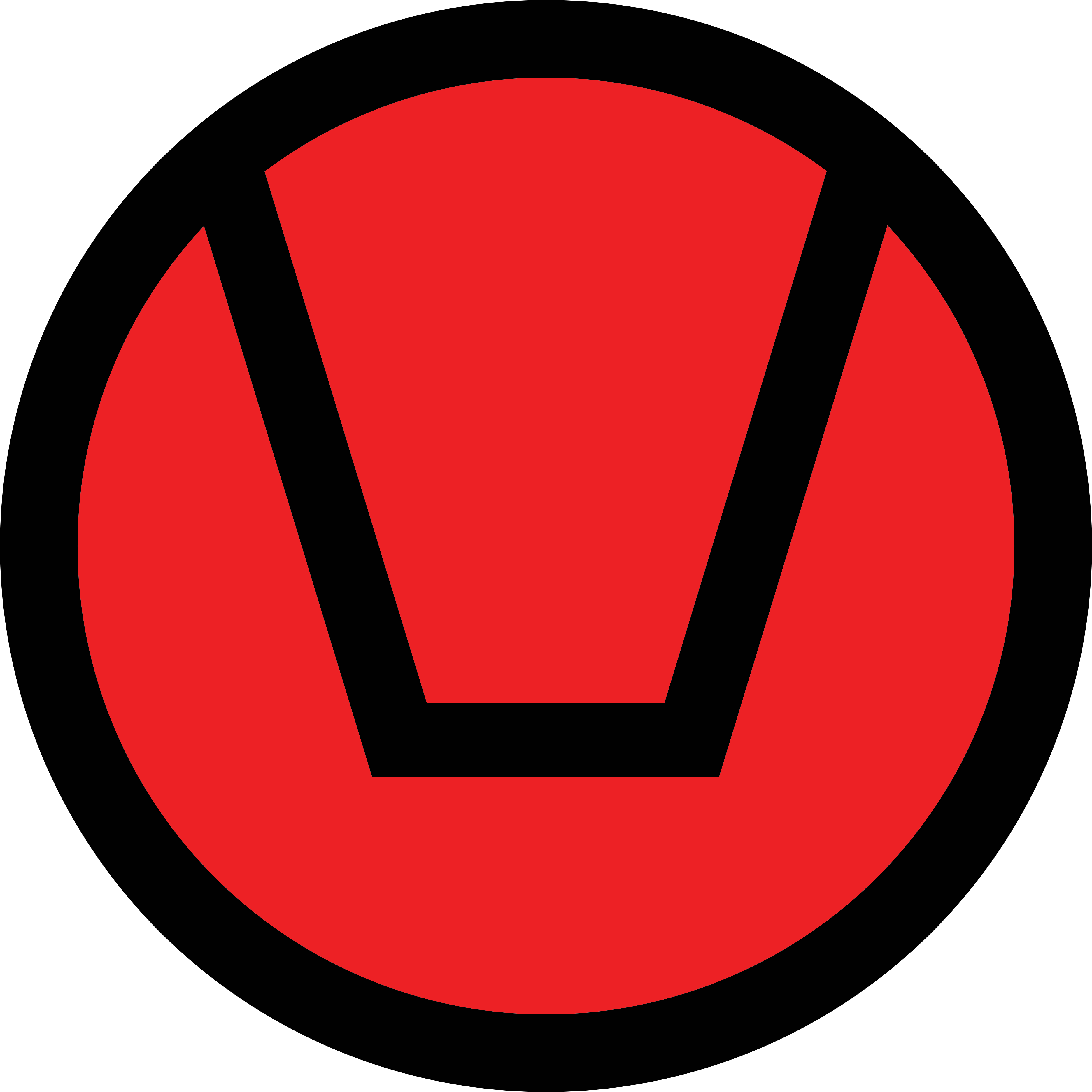
Swingersymbol för att känna igen samhället offentligt:The Swing (abstrakt gunga)

Swinging (engelska ordet swing betyder gunga) är en livsstil som innebär deltagande i sexuella aktiviteter där fler än en partner är inblandade. En deltagare i swinging kallas swinger. Termen partnerbyte används också, speciellt om deltagarna är etablerade par.
Swinging är inte begränsat till partners av motsatt kön. Det finns utrymme för särskilt kvinnor att leva ut en bisexualitet, medan det för män generellt inte är sett som lika vanligt. Personer som endast utforskar sin bisexuella sida i swingerssammanhang kan benämnas "partybi".

## Swinging-aktiviteter
Swinging kan inkludera följande aktiviteter:
- Exhibitionism: Att låta andra se på när man utför en sexuell handling.
- Voyeurism: Att titta på när andra utför en sexuell handling.
- Partnerbyte: Att ett par som har en sexuell relation tillfälligt byter sexuell partner med ett annat par som har en sexuell relation. Det kan vara allt från kyssar, smekningar och oralsex till fullbordade samlag.
- Gruppsex: En sexuell aktivitet där fler än två personer är inblandade.
- Soft swinging: Kyssar, smekningar och ofta oralsex räknas som detta.
- Hustrubyte: Innebär att en man lånar ut sin hustru till en man som är på besök hos honom, oftast mot att mannen får låna den andras hustru i gengäld. Det går också att säga att hustrun byter ut sin man mot en annan man.
- Darkroom: Nedsläckt rum i en klubb där många personer möts för sexuella aktiviteter utan att se eller känna igen varandra i mörkret .

## Mötesplatser

### Swingersklubbar
Swingersklubbar eller sexklubbar är klubbar där swingers träffas för att umgås och ha sex. Swingersklubbar finns över hela världen och på flera ställen i Sverige. Swingersklubbar dit man går parvis kvinna-man kallas parklubbar, men de flesta har idag så kallade mixkvällar då både singlar och par är välkomna. För att få komma in på en klubb krävs oftast medlemskap.

### Swingersfester
Swingersfester liknar swingersklubbar men har, som namnet antyder, mer karaktär av privat fest. Vanligast är att man går dit parvis i ett kvinna-man-förhållande, men vissa swingersfester kan även vara öppna för singlar.

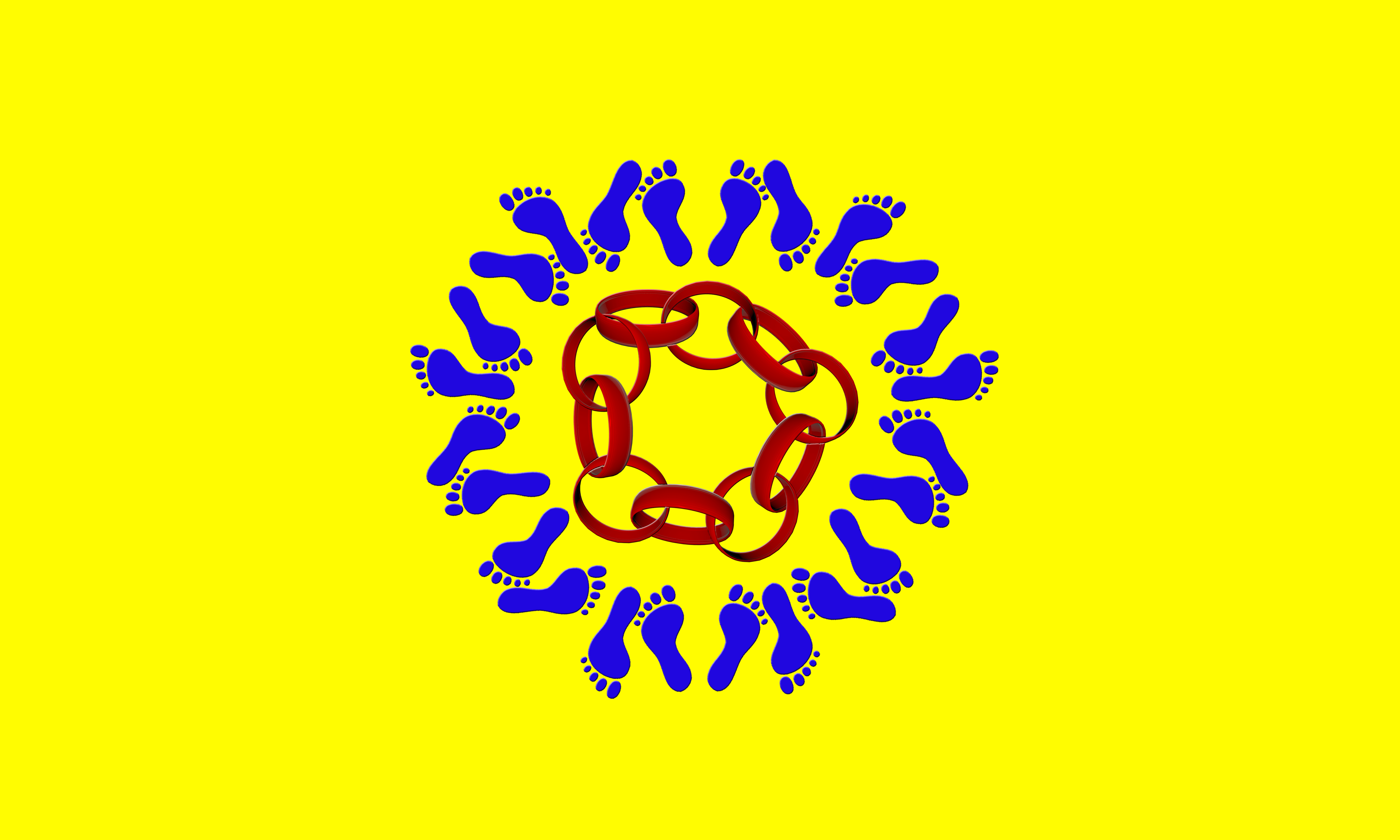
Internationella Swinger samfundets sjunker, skapad av Ted Williams och Emilio Designs grafisk design Enaver. Röda ringar representerar passion och obrytbara band mellan paret representerar gul bakgrund ljus och eld av lust, den blå färgen på vidden av himlen

### Nakenbad
Nakenbad fungerar ibland som mötesplatser för swingers och det händer att man har sex på avskild plats utomhus, i anslutning till badet.

## Subgrupper

### Key party
Key party, eller nyckelpartyn, är en swinging-företeelse från 50- och 70-talet, där slumpen bestämmer vem som ska gå hem med vem. Alla representanter för ena könet lägger sina hus- eller bilnycklar i en skål och det andra könet drar en slumpmässig nyckel. Lustkammaren arrangerar fester runt om i landet i mer organiserad form.

### Dogging
Dogging är en ursprungligen brittisk benämning för sorts swinging med olika varianter av sex utomhus eller i parkerade bilar inför ögonen på okända och ibland även med dem. Sedan en tid tillbaka finns företeelsen även i Sverige. Ordet "dogging" kommer till synes från dem som påstår att de bara skall "gå ut med hunden", men egentligen är ute efter något annat. Runt omkring i Europa finns det ett antal kända så kallade dogging-platser, som besöks av människor när mörkret faller, för att de då kan ägna sig åt voyeurism och exhibitionism eller delta i gruppsex.

### Cuckolding
Cuckolding är när ena partnern i förhållandet (oftast kvinnan) har en eller flera älskare och den andra partnern (x) är undergiven och kanske till och med hjälper till med förberedelserna, valet av älskare och att anordna träffar mellan kvinnan och älskaren/älskarna.
(x) lever i fullständig trohet gentemot sin kvinna/man och njuter dessutom av att veta om att partnern har andra älskare och till och med av att titta på. Detta kan dock avvika och kvinnan agerar även i vissa fall ensam och mannen kan ev. få vetskap om aktiviteter i efterhand. I förekommande fall kan kvinnan komma hem med älskarens sperma i slidan varpå mannen ger oralsex till kvinnan och konsumerar älskarens säd, kallat "Cuckold cleanup". Nämnda "Cleanup" förekommer även i direkt anslutning till älskarens sädesavgång och/eller när älskaren lämnat rummet.
Det handlar alltså inte om otrohet eller att kvinnan/mannen går bakom ryggen på sin man/kvinna, utan om ett spel där kvinnan/mannen av olika anledningar och med den andres vetskap har andra älskare.
Cuckolding behöver inte innebära sexuell förnedring, utan kan utgöra en möjlighet att leva ut en fantasi, uppfylla en önskan, eller en sexuell upplevelse som normalt inte kan erhållas inom de normala gränserna i en relation.

### Hot Wife
I ett cuckold-förhållande (se nedan) där kvinnan har andra älskare med sin mans samtycke benämns kvinnan Hot Wife.
En variant av Hot Wife-fenomenet är när två män turas om att tillfredsställa den enes kvinna och där till exempel den andra mannen tar över omedelbart, så snart den första mannens orgasm har uppnåtts. Således återhämtar sig en man medan den andra är aktiv och kvinnan har kontinuerligt saml

### Stag / Vixen
En stag-vixen-relation innebär en variant av cuckolding, men helt utan inslag av förnedring. Relationen innebär att kvinnan i relationen ("vixen", engelska för rävhona) är emotionellt trogen sin man ("stag", engelska för hane av kronhjort), men sexuellt tillgänglig för andra män. Mannen i relationen kan vara delaktig eller enbart ha kännedom om sin vixens andra relationer. 
En vixen markerar ofta sin tillgänglighet för andra män genom att bära en fotlänk.

### Bastuklubbar
Swingersklubbar kan för homosexuella män finns ibland i form av bastuklubbar. I Sverige förbjöds dessa 1987, via den så kallade bastuklubbslagen i ett försök att minska spridningen av aids, men förbudet hävdes 1 juli 2004.